# Artpop
Artpop (estilizado em letras maiúsculas) é o terceiro álbum de estúdio da artista musical estadunidense Lady Gaga. O seu lançamento ocorreu em 6 de novembro de 2013, pelas editoras discográficas Streamline e Interscope. Ela começou a desenvolver o trabalho durante a divulgação de seu disco anterior, Born This Way (2011) e, no ano seguinte, os conceitos "começaram a florescer", conforme ela colaborava com os produtores Fernando Garibay e DJ White Shadow. Entretanto, na última etapa norte-americana da turnê Born This Way Ball Tour (2012-13), a cantora teve de passar por uma cirurgia no quadril, o que fez com que ela passasse por um hiato de seis meses, e isso se tornou uma espécie de "reabilitação" das inspirações por trás do álbum. Ela trabalhou com vários produtores, incluindo Zedd e Madeon.
Ao contrário das obras anteriores da artista, RedOne escreveu apenas uma música e, pela primeira vez, Gaga trabalhou com David Guetta, Will.i.am. e T.I., entre outros. No que diz respeito à sonoridade, o álbum foca principalmente nos gêneros electronic dance music (EDM) e synth-pop, com elementos e influências de rock, hip hop, dubstep, funk e R&B, entre outros derivados. Em termos líricos, Artpop contém canções que abrangem vários temas, como o amor, o abuso de drogas, sexo, feminismo, a arte e a fama, além de aludir à astrologia e à mitologia grega e romana. Gaga descreveu a obra "como uma celebração e uma jornada musical poética" e uma exploração reversa do fenômeno "warholiano" na cultura pop. O material exibe uma "falta de maturidade e responsabilidade" intencional, em comparação com a natureza mais sombria e com características de hino conceituada em Born This Way.
Artpop recebeu análises geralmente mistas da mídia especializada; ao passo em que alguns críticos prezaram seus temas e a sua produção, outros negativaram seu conteúdo lírico e sua falta de progressão musical. No âmbito comercial, conseguiu debutar no topo da Billboard 200 dos Estados Unidos, com 258 mil unidades vendidas em sua semana de estreia, marcando o segundo número um de Gaga no periódico. Paralelamente, também conquistou a liderança em cinco países adicionais, como Áustria, Japão e Reino Unido e ficou entre os dez primeiros em mais de vinte nações. Segundo a International Federation of the Phonographic Industry (IFPI), Artpop foi o nono álbum mais adquirido em 2013, com 2 milhões de réplicas distribuídas em todo o globo. Apesar disso, o disco foi considerado por alguns como um fracasso comercial quando comparado aos álbuns anteriores de Gaga.
Três singles foram lançados do álbum, "Applause", "Do What U Want" e "G.U.Y.". Os dois primeiros obtiveram uma recepção comercial amistosa, já que ambos alcançaram as dez primeiras posições nas paradas de muitos países, além de se posicionarem nas vinte primeiras colocações da  Billboard Hot 100. Por outro lado, "G.U.Y." não obteve uma recepção comercial tão favorável, apesar de ter entrado em algumas paradas musicais. A divulgação do CD contou com apresentações em premiações e programas televisivos, ao mesmo tempo em que cantou algumas músicas do projeto em sua primeira residência de concertos, Lady Gaga Live at Roseland Ballroom, e embarcou na turnê ArtRave: The Artpop Ball, que visitou várias cidades da Ásia, Europa, América do Norte e Oceania. A digressão arrecadou mais de 80 milhões de dolares e recebeu críticas favoráveis dos críticos especializados.

## Antecedentes e desenvolvimento

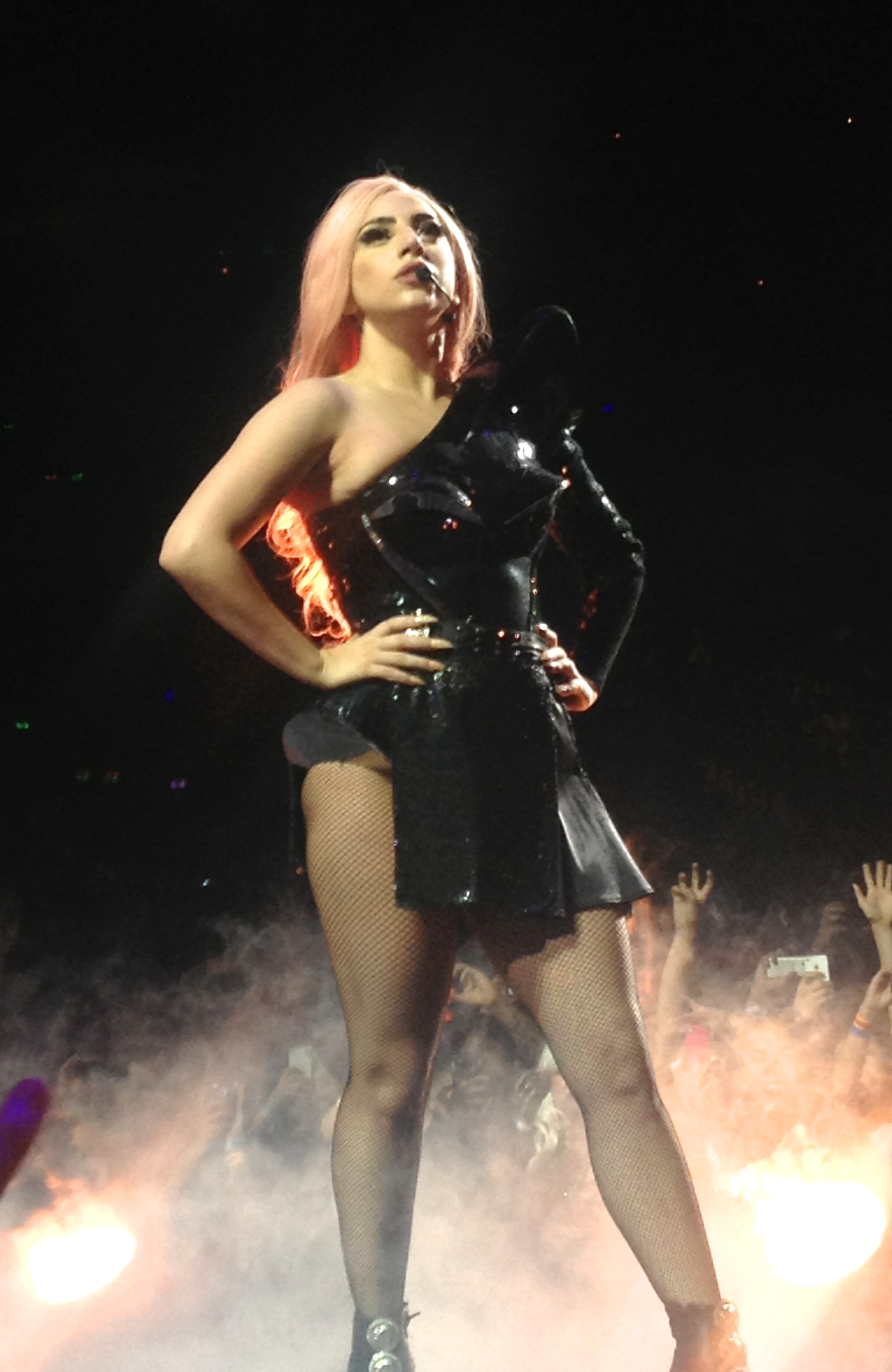
Gaga se apresentaando na turnê The Born This Way Ball (2012).

Em setembro de 2011, Gaga anunciou ao radialista Ryan Seacrest que já estava desenvolvendo o sucessor de Born This Way, lançado meses antes. Pouco após o anúncio, o produtor DJ White Shadow, que havia trabalhado com ela anteriormente, confirmou o seu envolvimento no projeto. Fernando Garibay, outro profissional que colaborou em Born This Way, também declarou estar presente no trabalho seguinte da cantora, esperando "superar" as gravações anteriores. Os conceitos do álbum "começaram a florescer" no ano seguinte, conforme a intérprete trabalhava com ambos os músicos. As gravações inicias do material coincidiram com as datas das apresentações da turnê The Born This Way Ball, feita em 2012: mais de cinquenta faixas foram esboçadas e consideradas para inclusão. Em maio de 2012, a obra estava tomando forma definitiva com o coempresário de Gaga, Vincent Herbert, prometendo muitas "músicas insanas e boas" no projeto. A própria vocalista admitiu seu desejo de fazer com que o público "se divertisse muito" com o álbum, posteriormente intitulado Artpop, o disco é estruturado para transmitir ao ouvinte a sensação de "[estar em] uma noite na boate"; em entrevista para a MTV, ela declarou: "Quando você o ouvi ele flui muito bem. É [um álbum] muito divertido [para] dançar com seus amigos. Eu o escrevi para que meus amigos e eu dançássemos do começo ao fim". Enquanto isso, a americana começou a apresentar canções para sua gravadora e esperava revelar o título do disco em setembro de 2012, no entanto, a revelação acabou sendo feita um mês antes. Mais tarde, a artista disse que Artpop era seu primeiro trabalho "sincero", que representaria uma "fênix renascendo das cinzas", refletindo sua confiança elevada nas composições da obra, em comparação aos seus projetos anteriores.
Gaga recrutou Jeff Koons para o projeto no início de 2013. Koons a conheceu três anos antes, em um evento de moda realizado no Museu Metropolitano de Arte, onde a cantora estava se apresentando. De acordo com Koons, ela "me agarrou e me deu um grande abraço em volta da minha cintura" e respondeu: "Sabe, Jeff, eu sou muito sua fã, e quando eu era criança, eu conversava com meus amigos sobre o seu trabalho". Após realizar uma cirurgia no quadril em fevereiro de 2013, a cantora foi forçada a entrar em um hiato de seis meses, período no qual ela estudou literatura e música com sua equipe criativa, a Haus of Gaga, além de compartilhar "descobertas criativas". Essa etapa permitiu à Gaga revisar e aprimorar sua direção criativa, admitindo ser um meticuloso "processo de observação"; "Eu tenho que olhar para o trabalho por longos períodos de tempo até que esteja bom", acrescentando que, ao analisar suas ideias, ela recebia "aquele sentimento maravilhoso" que dizia que "aquilo era o único".

## Gravação

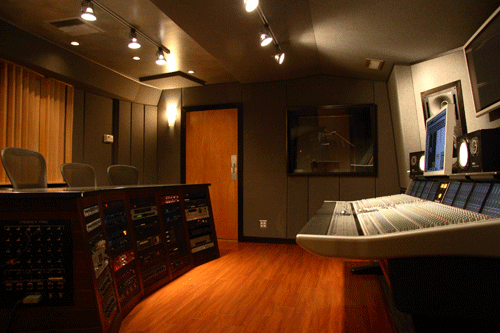
Gaga gravou algumas canções para o álbum nos estúdios PatchWerk, localizado em Atlanta, Geórgia.

Gaga compôs e produziu todas as músicas presentes em Artpop em conjunto com DJ White Shadow, Zedd e Madeon, entre outros produtores. White Shadow disse à MTV que a cantora mandou uma mensagem para ele em menos de uma semana após o lançamento do álbum anterior dela, Born This Way, dizendo a ele que "já tinha o nome e o conceito geral do [seu próximo] projeto". Em sua entrevista para a Rolling Stone, ele mais tarde falou sobre o processo de trabalho juntos: "Eu estava apenas tentando criar algo que levasse as pessoas a pensar um pouco, algo um pouco fora da norma para fazê-las pensarem nas possibilidades. [Gaga] escreveu este álbum enquanto viajávamos pelo mundo nos últimos dois anos e escrevíamos várias canções juntos". White Shadow também lembrou que em uma ocasião os dois ficaram acordados por cerca de 20 horas para finalizar uma faixa, acrescentando: "Nós nunca trabalhamos em uma música e [logo] terminamos e seguimos em frente. Todas elas são feitas em rotação até literalmente o dia em que temos que entrega-las a Interscope."
Zedd acompanhou Gaga durante a turnê dela, Born This Way Ball. Ele já havia feito um remix para o single anterior da cantora, "Marry the Night", e trabalhou no disco de remixes dela, Born This Way: The Remix, enquanto Gaga havia contribuído com os vocais para uma versão alternativa da faixa "Stache" de Zedd. Ele disse à MTV News que os dois "não amam nada além de fazer canções, então era natural que trabalhemos com música". Mais tarde, Zedd falou sobre ter dificuldade em concluir o projeto devido às agendas lotadas e que o trabalho deles progredia principalmente enquanto estavam na estrada durante a turnê. Para o DJ francês Madeon, essa foi sua primeira experiência colaborando com um cantor, acrescentando que ele "sempre quis trabalhar com artistas pop e a número 1 na minha lista era Lady Gaga. Então, quando tive a oportunidade de fazer isso fiquei realmente emocionado". Gaga elogiou as habilidades de produção de Madeon dizendo: "Ele é tão incrível. Ele tem um entendimento musical tão jovem. Me lembra tanto eu mesma. Ele é obcecado por música". Madeon também falou que como a cantora não tinha tempo livre para a gravar a música, então, ela geralmente iniciava as sessões após o término das apresentações da Born This Way Ball. A faixa "Fashion!" marca a primeira vez que em Gaga trabalhou com will.i.am, colaboração na qual a intérprete disse estar tentando fazer acontecer há anos, mas ambos eram muito "exigentes" e estavam esperando a música e o "groove certo" para colaborarem juntos.
Em meados de 2013, Gaga entrou em contato com os rappers T.I., Too $hort e Twista para gravar uma faixa, mais tarde revelada como "Jewels n 'Drugs". Durante uma entrevista à MTV, eles revelaram que gravaram seus versos separadamente, principalmente devido à agenda apertada dos quatro. Twista explicou ainda que Gaga queria "reunir a vibe de certos artistas" para "capturar a essência" na qual ela queria imprimir na música. A intérprete também trabalhou com a rapper Azealia Banks em duas canções, intituladas "Red Flame" e "Ratchet", mas ambas permanecem inéditas por motivos desconhecidos. O DJ White Shadow explicou ao Chicago Tribune que enquanto ele estava trabalhando em "Do What U Want" com Gaga, durante a etapa europeia da Born This Way Ball, ele teve a ideia de unir o rapper R. Kelly na música, dizendo que "lhe parecia lógico" colocar "[os] dois gênios de composição/canto em uma única faixa". Kelly disse à Billboard que gostou do processo de gravação da canção, graças ao profissionalismo da cantora. Em uma entrevista coletiva no Japão em 2013, Gaga foi perguntada por que aceitou trabalhar com Kelly, dizendo: "[nós] às vezes tivemos muitas coisas falsas escritas ao nosso respeito, de certa forma, este era um vínculo [em comum] entre nós". No entanto, após a exibição do documentário Surviving R. Kelly, em janeiro de 2019, que detalhou as alegações de abuso sexual contra Kelly, Gaga pediu desculpas por ter trabalhado com ele. A cantora disse que seu pensamento foi "explicitamente distorcido" e que ela teve uma "impressão equivocada" sobre o rapper naquele momento. A música foi removida posteriormente de todas as versões digitais e novas prensas de vinil e CD de Artpop.

## Estrutura musical

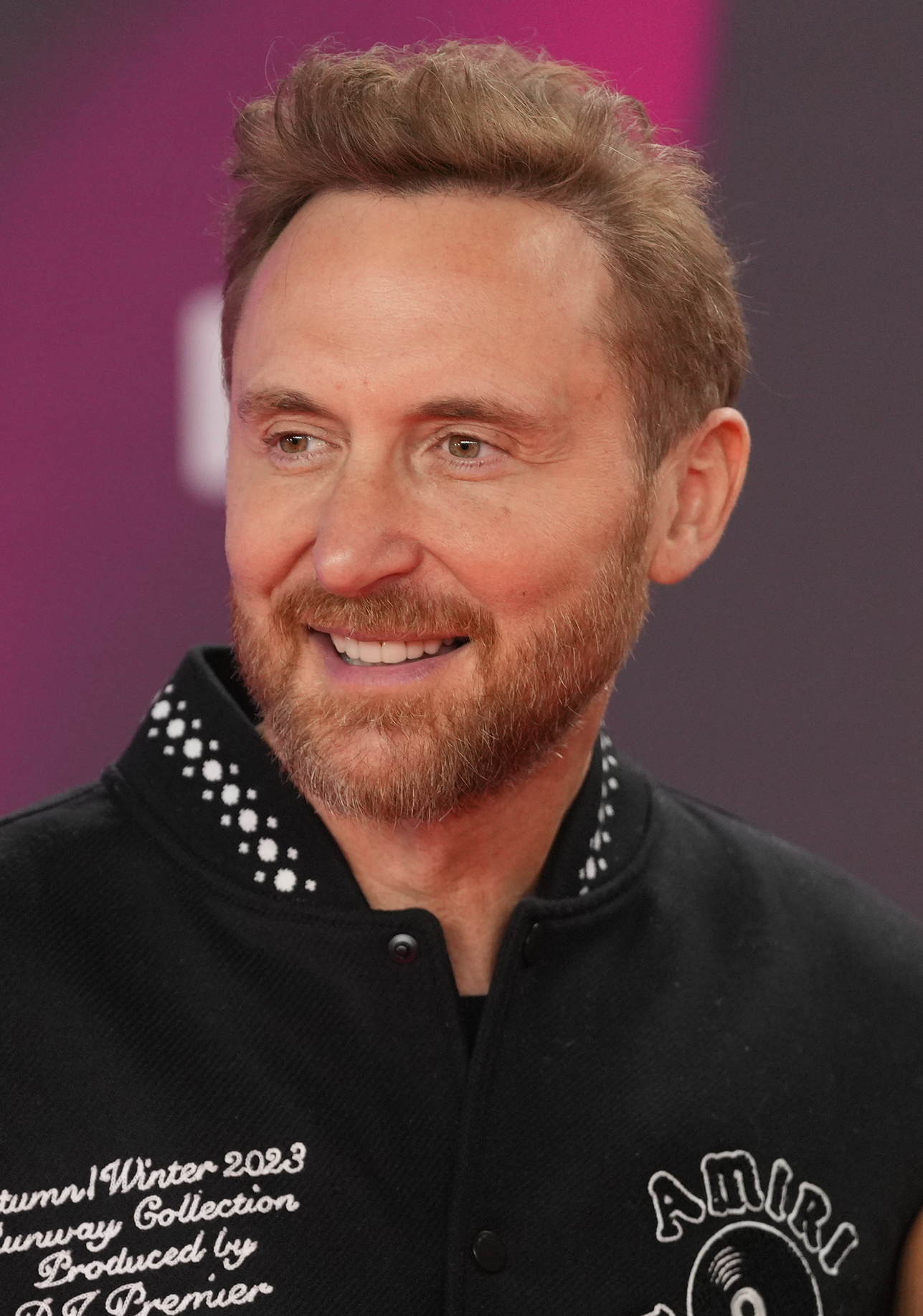
David Guetta co-escreveu "Fashion!".

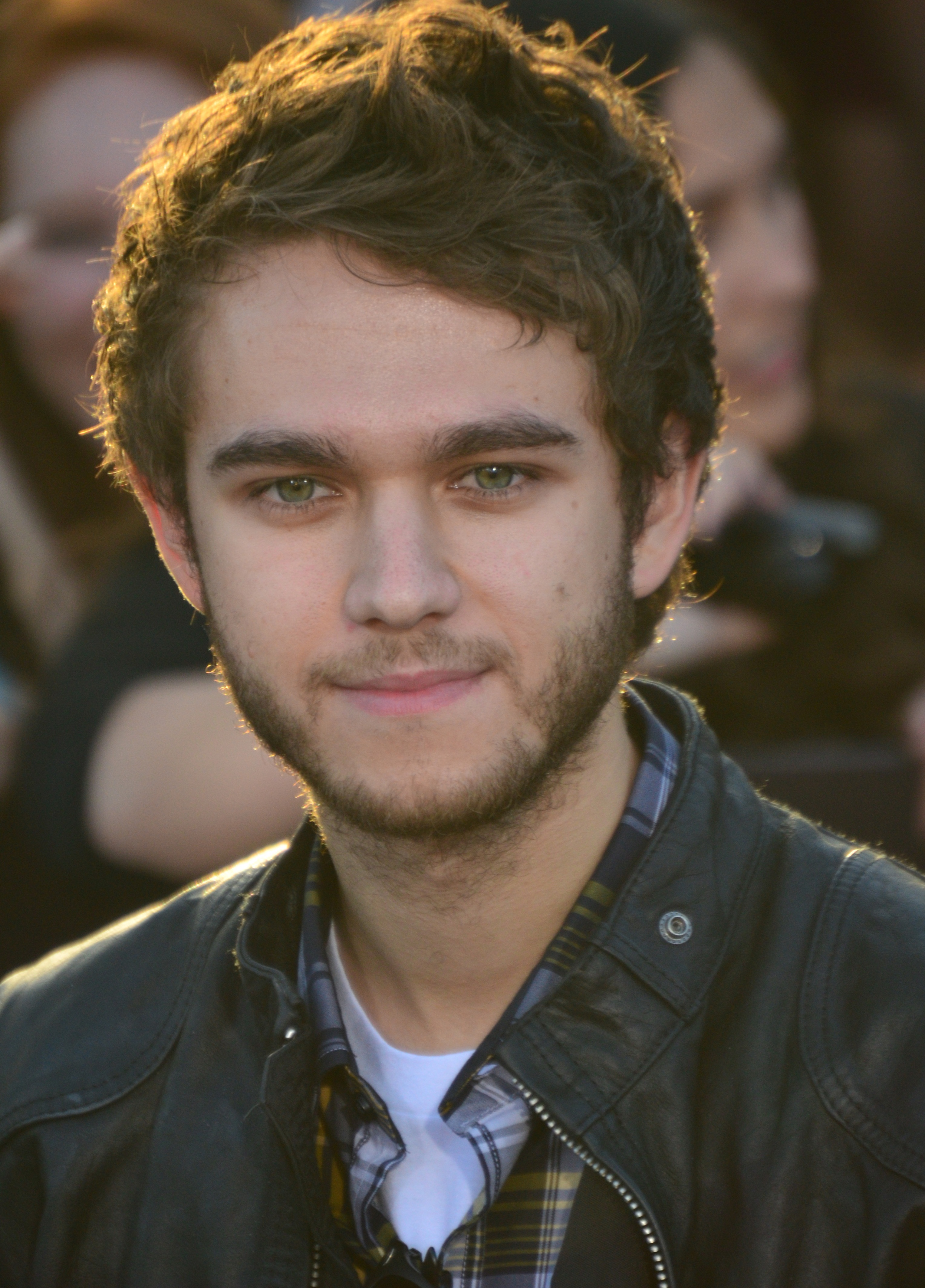
Zedd produziu três faixas e co-escreveu duas.

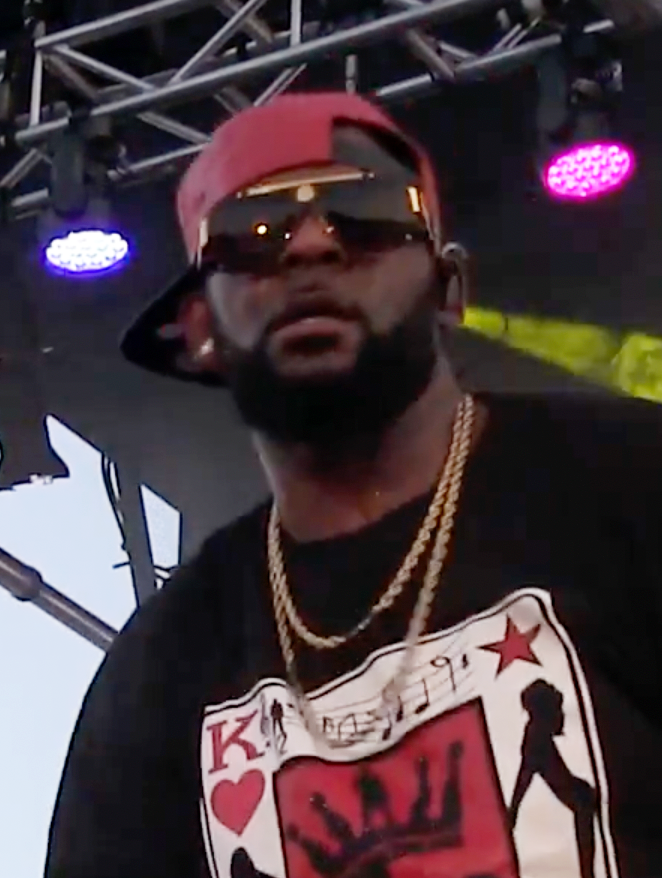
R. Kelly participou de "Do What U Want", na qual compôs os seus versos. Contudo, Gaga decidiu remover a música dos serviços de streaming após a exibição de um documentário de televisão, Surviving R. Kelly (2019), que expôs novas alegações de má conduta sexual por parte do rapper.

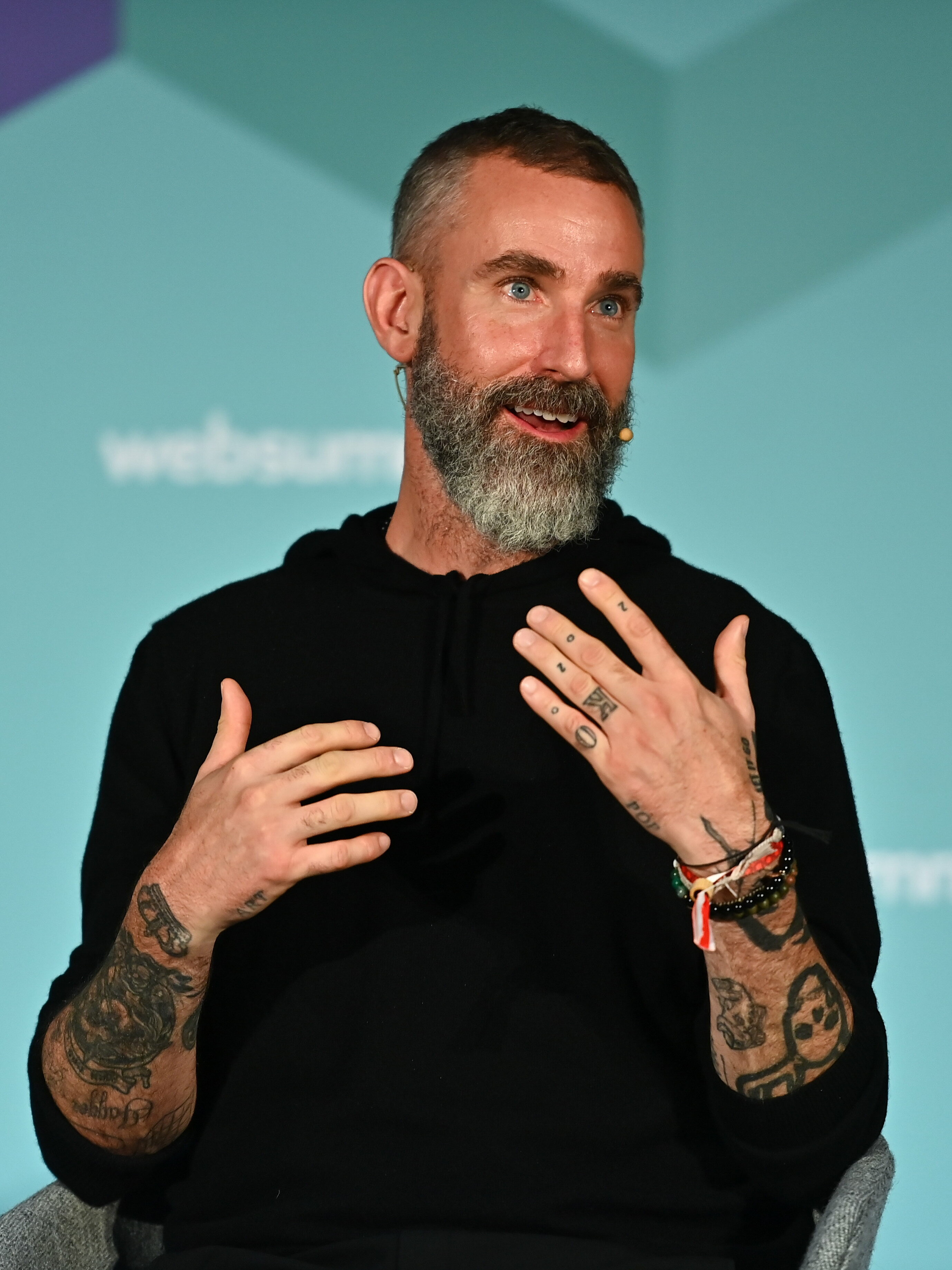
Depois de Born This Way, Gaga trabalhou novamente com DJ White Shadow (foto) em Artpop. Ele escreveu oito canções para a obra, incluindo o seu primeiro single "Applause".

Comentários críticos apontaram Artpop como um álbum de electronic dance music e synthpop. Seu elemento eletrônico foi inicialmente preparado para ser incluído em Born This Way. No entanto, naquele momento, Gaga e Fernando Garibay optarem por uma sonoridade influenciada pelo rock. Helen Brown, do The Daily Telegraph, ironizou que ouvi-lo "é como andar bêbado por uma boate vasta e labiríntica e espiar uma série desorientadora de salas escuras nas quais ela experimenta vários gêneros musicais como se fossem chapéus", em referência à diversificada paisagem sonora do álbum. Segundo a Billboard, a obra "canaliza coerentemente rhythm and blues (R&B), techno, disco e rock". Ben Kelly, da Attitude, descreveu a música de Artpop como uma "odisséia implacável de sons eletrônicos" perfurada por "fortes refrões melódicos". Aizlewood, do London Evening Standard, disse que a obra foi construída para inspirar "movimentos agitados nos shows em estádios", definindo "teclados barulhentos, eletro-percussão e batidas fortes" como os alicerces de sua produção. O lirismo da obra gira em torno de sexo, fama, feminismo e vício em drogas e contém inúmeras referências à mitologia grega e romana.
O álbum inicia-se com "Aura", uma canção do gênero eletrônico com fortes elementos de dubstep, mariachi e música árabe. Sua instrumentação inicial consiste em guitarras de estilo ocidental, vocais distorcidos e uma "risada maníaca", enquanto suas batidas pulsantes levam ao refrão no qual a vocalista pergunta: "Você quer ver a garota que vive atrás da aura, atrás da aura?". Segundo Gaga, as letras são sobre vários tópicos, mas principalmente sobre a percepção que ela provoca nas pessoas por suas ideias criativas e estilo visual; ela também explicou que esses "véus" protegem sua criatividade e que "minha aura é, na verdade, o modo como lido com minha loucura". A segunda canção, "Venus", é uma faixa que apresenta "temas retro-futuristas" e remete a uma jornada psicodélica. Suas letras ainda fazem menção a a deusa romana do amor Vênus, ao planeta homônimo e as relações sexuais. Em termos musicais, o tema é derivado de electropop, synthpop e dance-pop, com elementos de música disco da década de 1980 e uso de "sintetizadores pesados, baterias elétricas e auto-tune". A interprete disse que a música é "sobre encontrar fé em outros lugares, no além", e também "sobre conceber o sexo de maneira mais mitológica".
"G.U.Y." (acrônimo para "Girl Under You") uma música electropop e synth-pop com influência R&B que tem letras muito sexuais sobre dominação, submissão e papéis de gênero. "Sexxx Dreams" tem sonoridade synthpop e R&B, suas letras propõem um encontro sexual com um amante cujo namorado se foi no fim de semana. Ao longo da canção, a vocalista alterna suas técnicas vocais entre cantar e falar; os versos cantados são endereçados ao parceiro ao seu lado e os falados à pessoa em sua fantasia. A quinta faixa do disco é "Jewels n 'Drugs", uma música de hip hop com fortes influências de trap, que conta a "história de um sujeito viciado em fama". As letras são uma "homenagem ao narcotráfico amoroso" e mostra uma estrutura clássica para o rap". A próxima música, "Manicure" (estilizada como "MANiCURE") inclui palmas, a vocalista gritando "MAN! CURE!" e arranjos de funk promovidos por uma guitarra. Suas letras ambíguas são uma "ode a regalias superficiais", e fala sobre se renovar física e espiritualmente antes de "se preparar para sair e se relacionar com alguém".
"Do What U Want" é derivado do electropop e R&B, atraindo influência de sintetizadores pulsantes, inspirados na década de 1980 e uma batida eletrônica. Tem um "gancho um tanto atrevido", com Gaga e Kelly alternando seus vocais em frases como; "Faça o que você quer / O que você quiser com o meu corpo / Escreva o que quer, diga o que quiser sobre mim / Se você está se perguntando, saiba que eu não me arrependo". As letras da música representam temas de submissão sexual, com Gaga dizendo aos seus detratores e a imprensa que seus pensamentos, sonhos e sentimentos são seus, não importa o que se fale sobre seu corpo. A faixa-título do álbum é uma música techno, que tem uma batida semelhante ao single "Love You like a Love Song" (2011), de Selena Gomez, em sua composição eletrônica, e um groove comparável ao sucesso "Can't Get You Out of My Head" (2001), da cantora Kylie Minogue. Suas letras foram deduzidas como uma declaração "a subjetividade da arte"; "Minha arte pop pode significar qualquer coisa", com Gaga expressando que ela é "uma artista que cria para o bem da criação". "Swine" é uma música industrial e dubstep, com leves influências de rock and roll. Apresenta "sintetizadores, uma linha de baixo agitada, teclados nervosos, amostras vocais que crescem e levam a quedas", com a vocalista "gritando por toda a faixa". Liricamente, a gravação deprecia um pretendente, ao compará-lo a um porco.
A décima música é "Donatella", um "hino para os marginalizados" e uma ode a Donatella Versace, chefe da casa de moda Versace e amiga pessoal de Gaga. A vocalista o descreveu como "uma música pop incrível e louca, com batidas eletrônicas cada vez maiores, sobre ser uma mulher destemida que orgulha-se de si mesma". "Fashion!" é uma música dance, com instrumentais influenciados por Daft Punk, que retrata o amor de Gaga por roupas de alta-costura. Acompanhada por uma batida funk e um conteúdo lírico que fala sobre "ser capaz de se vestir e sentir como se fosse o dono do mundo". A apresentação vocal da artista na música foi comparada à de David Bowie. "Mary Jane Holland" é uma música de dance e synthpop, com "batidas vibrantes", que fala sobre o uso de maconha e "divertir-se". "Dope" é um rock eletrônico, onde o canto de Gaga é o ponto focal da música, com apenas poucos sons de piano e sintetizadores distantes acompanhando seus vocais "intoxicantes" e "insultuosos". Para dar à produção uma sensação íntima e emocional, nenhuma correção de tom foi usada na voz da vocalista. "Gypsy" é uma canção de europop e electropop, com influências de rock e house. Seu refrão fala sobre navegar por uma estrada desconhecida guiando-se apenas em seus instintos, com Gaga gritando; "Eu não quero estar só para sempre, mas eu posso ficar esta noite" A última música de Artpop é "Applause", que abrange gêneros como o electropop e eurodance. Segundo a vocalista, a letra da música destaca a diferença entre um artista e uma celebridade. Ela elaborou; "Eu vivo pelos aplausos, mas não vivo pela atenção das pessoas para que me amem simplesmente porque sou famosa. Eu realmente vivo para me apresentar para as pessoas e ser aplaudida porque as fiz entreter." Gaga também confronta aqueles que tentam depreciar seu trabalho, com a seguinte frase; "Fico aqui de pé esperando / Você bater o gongo / Para esmagar a crítica dizendo 'O que é certo ou errado?".

## Conceito

O Nascimento de Vênus obra de Sandro Botticelli (esquerda) é visto no fundo da arte da capa do álbum. Também influenciou a imagem de Gaga durante eventos promocionais, incluindo sua performance no Festival iTunes

Gaga descreveu Artpop como "uma celebração e uma jornada musical poética" que exibia uma "falta de maturidade e responsabilidade", ao contrário da natureza sombria e com características de hino de Born This Way, em última análise, ela reiterou o que chamou de "inverter a fórmula warholiana". Em uma entrevista para a revista V em agosto de 2013, Gaga afirmou ter passado por uma "experiência cósmica com palavras" ao examinar nomes potenciais para o projeto. "Popart" foi inicialmente levado em consideração, mas como a intéprete questionou "a implicação cultural das palavras" e a evolução do título após o lançamento, ela logo encontrou em "Artpop" uma tentativa de injetar vulnerabilidade ao seu trabalho; A pintura O Nascimento de Vênus, de Sandro Botticelli, foi citada como fonte de inspiração criativa à cantora, além do personagem Pierrot. Gaga admitiu estar cada vez mais autoconsciente, desde o ápice da era Born This Way. Os temas do álbum giram principalmente em torno da fama, sexo, e empoderamento, enquanto aborda brevemente os papéis sociais de gênero e a maconha. As referências incluem mitologia grega e romana, jazz clássico e o músico Sun Ra. Spencer Kornhaber, do The Atlantic, sentiu Artpop como um "manifesto monstruoso de atenção" e interpretou a exploração do desejo carnal no disco como uma faceta da ideia mais ampla de "reconhecer o próprio desejo por atenção".
A capa de Artpop foi feita pelo artista americano Jeff Koons, que trabalhou com a cantora no conceito artístico do álbum. Em 7 de outubro de 2013, Gaga apresentou a capa do disco através de um jogo feito com seus seguidores. A dinâmica consistia que eles estivessem usando a hashtag #iHeartARTPOP no Twitter, para serem mostrados trechos visíveis da imagem de capa nas telas da Times Square de Nova Iorque. A imagem de capa apresenta uma estátua da cantora usando uma peruca loira, cobrindo os seios e segurando uma esfera azul metálica que cobre suas partes íntimas. O único texto presente é "Lady Gaga" em rosa e também o título do álbum em branco. As primeiras quinhentas mil cópias físicas do disco contêm o design original de Jeff Koons, que vem com papel de cor rosa e prata brilhante. O fundo consiste em obras de arte, incluindo O Nascimento de Vênus, que inspirou a cantora ao criar o videoclipe de "Applause" e a performance da música no VMA. Em 8 de novembro de 2013, em entrevista à MTV, Koons falou sobre todo o processo envolvido na criação da capa, onde ele disse:
"Com a capa, eu queria Gaga nela como uma escultura de forma tridimensional e com a bola refletora, porque essa bola se torna uma espécie de símbolo para tudo [...] Eu não queria Gaga lá apenas isolada, então, no fundo, há 'Apolo e Dafne' de [Gian Lorenzo] Bernini — e esse é o trabalho em que Apolo persegue Dafne e ela se transforma em uma árvore. Apolo é o Deus da música e onde quer que ele tocasse, ele transcenderia, mudaria e se tornaria mais feminino. E esse é o significado que você pode experimentar com arte e vida. Você pode mudar, suas possibilidades podem se transformar, seus perímetros podem se alterados — Existem também partes triangulares de O Nascimento de Vênus, de Sandro Botticelli — apresentando Gaga, é claro, no papel de Vênus — a essência da energia vital contínua e a busca e o gozo da estética e da beleza, também".
O interior do álbum, além de incluir seus créditos e notas, tem fotografias diferentes de Gaga nua ao lado da esfera azul metálica. Também contém imagens de ilusões de ótica, esculturas de Apolo e Dafne e uma das esculturas de Jeff Koons encomendada pela cantora exclusivamente para o projeto. As cores predominantes são branco e rosa e apresenta um agradecimento especial aos produtores e amigos mais próximos de Gaga, além de sua equipe técnica e criativa. Devido ao conteúdo lírico de algumas músicas, Artpop recebeu um parental advisory, sendo o primeiro álbum de Gaga a receber o selo.

## Lançamento e promoção

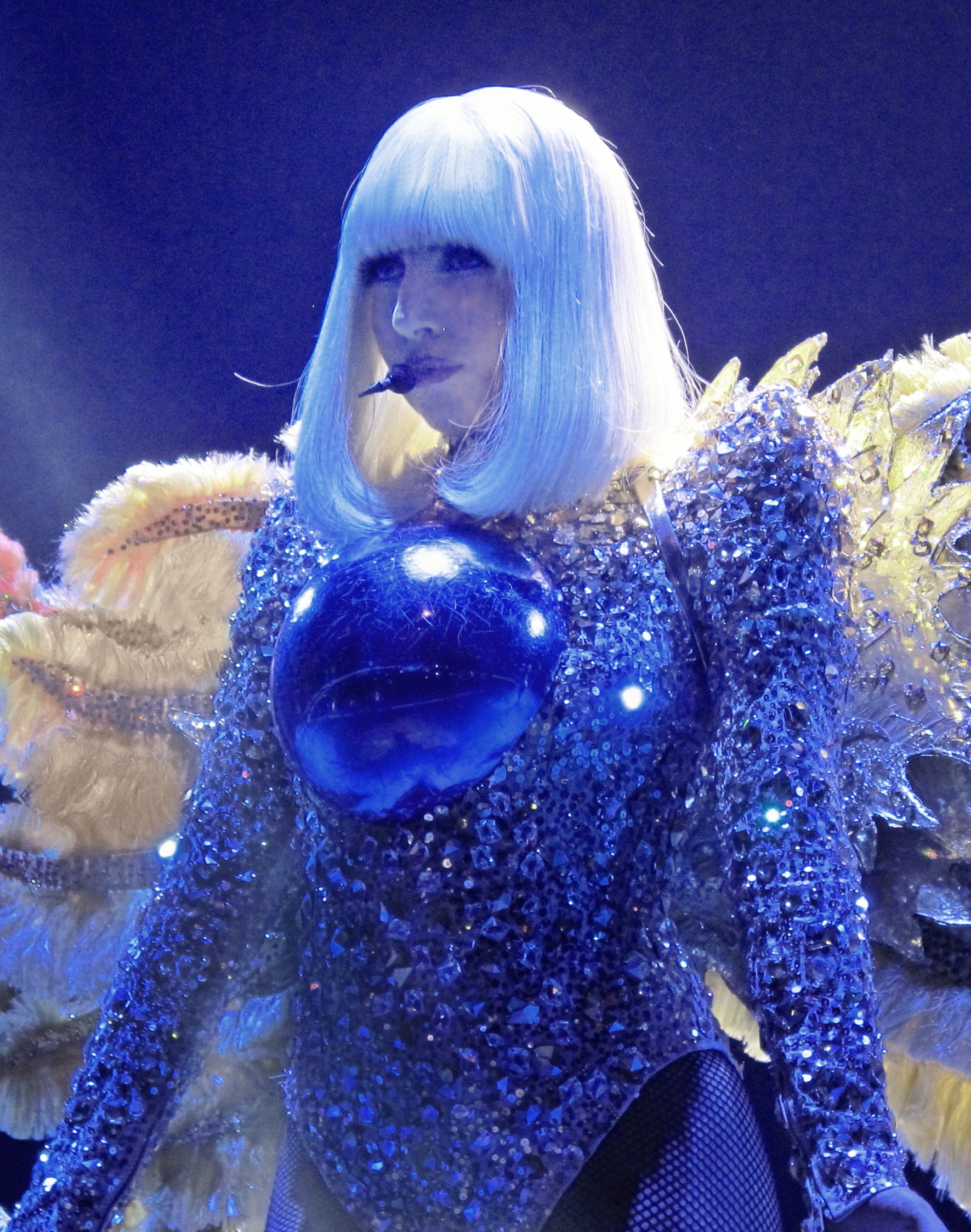
Gaga durante a ArtRave: The Artpop Ball (2014).

Em agosto de 2012, depois de fazer uma tatuagem correspondente, Gaga anunciou em sua mídia social que o álbum seria intitulado Artpop, afirmando  preferi-lo estilizado. O álbum era originalmente esperado para ser lançado no início de 2013, mas foi adiado indefinidamente depois que a cantora desenvolveu sinovite e fraturou o quadril, o que exigiu correções cirúrgicas. Isso resultou no cancelamento do restante de sua Born This Way Ball. Em julho de 2013, Gaga confirmou que Artpop seria lançado em 11 de novembro nos Estados Unidos. A pré-encomenda do produto deveria começar em 1º de setembro, mas foi transferido para 19 de agosto "devido à expectativa do público". Mais tarde, isso foi alterado para 12 de agosto para coincidir com o lançamento antecipado de "Applause". Além do lançamento tradicional em CD e nas plataformas digitais, Gaga anunciou planos para um software de aplicação multimídia que "combinava música, arte, moda e tecnologia com uma nova comunidade interativa em todo o mundo". Foi desenvolvido pela TechHaus, divisão de tecnologia da Haus of Gaga. O aplicativo era compatível com dispositivos móveis Android e iOS, e apresentava conteúdo bônus. Foi o terceiro aplicativo a ser lançado para um álbum nos principais mercados comerciais, após Biophilia da cantora Björk e Magna Carta Holy Grail do rapper Jay-Z.
Em 25 de dezembro de 2012, Gaga anunciou um documentário em comemoração "a vida, a criação de Artpop+você", que ela descreveu como um presente para seus fãs. O documentário, que permanece inédito, foi dirigido por Terry Richardson, um antigo colaborador do livro de fotografias Lady Gaga x Terry Richardson. Gaga abriu os MTV Video Music Awards de 2013 com uma performance de "Applause". Em seguida, encabeçou o Apple Music Festival realizado em 1º de setembro de 2013, onde apresentou seu novo material para uma multidão de cinco mil pessoas. O concerto foi gravado e posteriormente incluído em um segundo disco com a edição de luxo de Artpop. Em 9 do mesmo mês, a cantora apresentou "Applause" no Good Morning America, onde apareceu vestida como vários personagens de The Wizard of Oz. Em 24 de outubro, sessões promocionais de audição para Artpop foram organizados em Berlim, com a cantora fornecendo uma versão ao vivo de "Gypsy". Ela então fez uma aparição sem aviso prévio na boate G-A-Y de Londres, dois dias depois, onde apresentou "Venus", gerando controvérsia quando despiu-se durante o show. Em 27 próximo, Gaga também tocou "Venus", ao lado de "Do What U Want", na décima temporada do The X Factor do Reino Unido. O desempenho levou uma enxurrada de reclamações para a rede de televisão ITV e para o regulador da indústria Ofcom. A cantora retornou aos Estados Unidos na semana seguinte para uma apresentação de "Dope" na inauguração dos YouTube Music Awards, e continuou a tocar composições de Artpop nos programas The Howard Stern Show, Saturday Night Live, e nos American Music Awards.

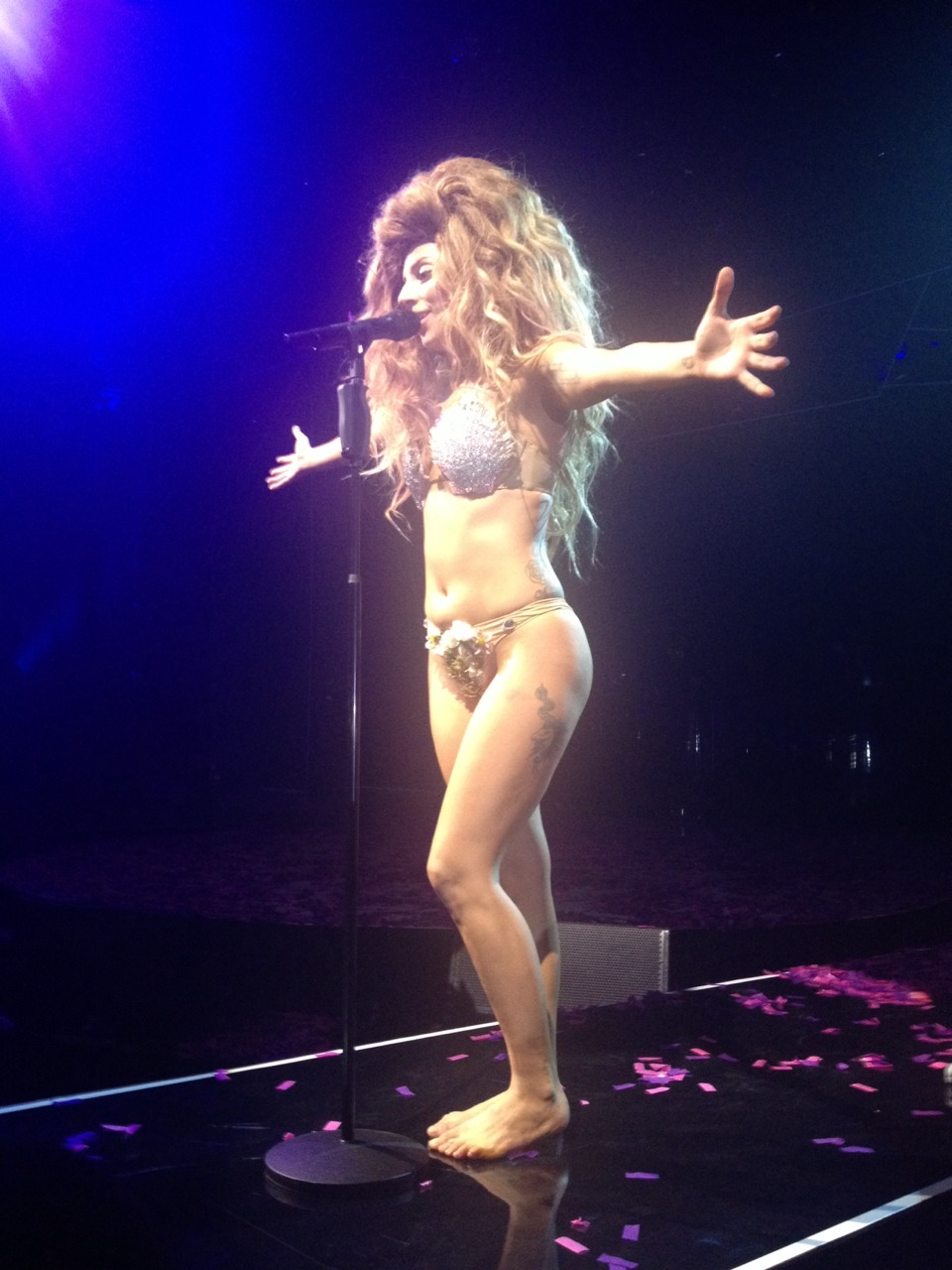
Gaga cantando "Artpop" no iTunes Festival (2013) em Londres. Ela usa o característico biquíni de conchas e a peruca loira.

Em 10 de novembro, Gaga organizou uma festa de lançamento para Artpop, apelidada de "ArtRave". O evento, realizado em um grande armazém no Brooklyn Navy Yard, em Nova Iorque, incluiu uma conferência de imprensa e uma performance ao vivo. O concerto composto por nove músicas do disco, foi transmitido ao vivo pelo Vevo e mais tarde retransmitido através dos parceiros de distribuição do site. Já no dia 28 foi ao ar Lady Gaga and the Muppets Holiday Spectacular, seu segundo especial de televisão, gravado no Dia de Ação de Graças; a atração conteve apresentações de músicas do álbum, cantadas ao lado de artistas como Elton John, RuPaul e Kermit the Frog. A promoção perdurou por dezembro, com aparições aos programas Alan Carr: Chatty Man, Jingle Bell Ball, e na quinta temporada do The Voice. Em 18 de fevereiro de 2014, Gaga apresentou a faixa-título no The Tonight Show Starring Jimmy Fallon, onde também foi entrevistada. No dia 13 do mês seguinte, ela encabeçou o festival SXSW, onde interpretou algumas faixas de Artpop. De 28 de março a 7 de abril, Gaga deu voz à obras do disco no Roseland Ballroom, em Nova Iorque, antes do local ser encerrado. Sua residência intitulada Lady Gaga Live at Roseland Ballroom, foi anunciada originalmente com quatro apresentações, tendo três datas adicionais posteriormente reveladas devido à demanda popular. Como uma homenagem ao local, o palco foi decorado com rosas, assim como o figurino da cantora. A residência recebeu críticas positivas de críticos profissionais, que a consideraram uma melhor representação das habilidades de Gaga como artista do que suas ações anteriores para Artpop. Os shows foram esgotados, com os preços dos ingressos acima do custo médio do local, e as sete datas comercializaram mais de 24 mil bilhetes, além de gerar um lucro de um 1 milhão de dólares. Em 4 de maio, Gaga embarcou na turnê ArtRave: The Artpop Ball, em apoio ao álbum, que tinha 79 datas no total, com o último show sendo realizado em Paris, França e transmitido ao vivo pela Internet. A digressão recebeu elogios de avaliadores profissionais por seu valor em entretenimento e pelas habilidades vocais da cantora, embora a lista de faixas tenha sido criticada. Arrecadou 83 milhões de 920 mil ingressos vendidos nas 74 apresentações relatadas à Billboard Boxscore.

### Singles
Em 28 de julho de 2013, Gaga confirmou que o título do primeiro single de Artpop seria "Applause", após muita especulação, e anunciou que este seria lançado em 19 do mês seguinte. Em uma entrevista para Ryan Seacrest em 13 de agosto, a artista revelou que o presidente da Interscope Records, Jimmy Iovine, foi quem pediu a ela para lançá-lo como o primeira música de trabalho, o que Gaga concordou. Em geral, a música teve um desempenho comercial positivo, atingindo o topo das tabelas da Coreia do Sul, Espanha, Hungria e do Líbano e listando-se nas dez primeiras colocações de diversos países, como Alemanha, Bélgica, Canadá, Dinamarca, França, Nova Zelândia e Reino Unido. Nos Estados Unidos, tornou-se a décima segunda canção de Gaga a constar nas dez melhores posições na Billboard Hot 100, atingindo a quarta como melhor, e foi certificada como platina tripla pela Recording Industry Association of America (RIAA), tendo vendido mais de 2 milhões e 500 mil cópias no país até abril de 2015. O vídeo musical correspondente foi dirigido pela dupla holandesa de fotógrafos Inez & Vinoodh e lançado em 19 de agosto de 2013 no programa matutino Good Morning America. As cenas retratam Gaga em cenas artísticas e complexas, feitas em um cenário de fundo preto, e foram filmadas tanto em cores quanto em preto e branco. O projeto inclui referências à pinturas de Sandro Botticelli e Andy Warhol e foi recebido positivamente por críticos especializados, os quais visualizaram-no como um perfil de Gaga e notaram referências à trabalhos de Warhol e ao cinema alemão expressionista.

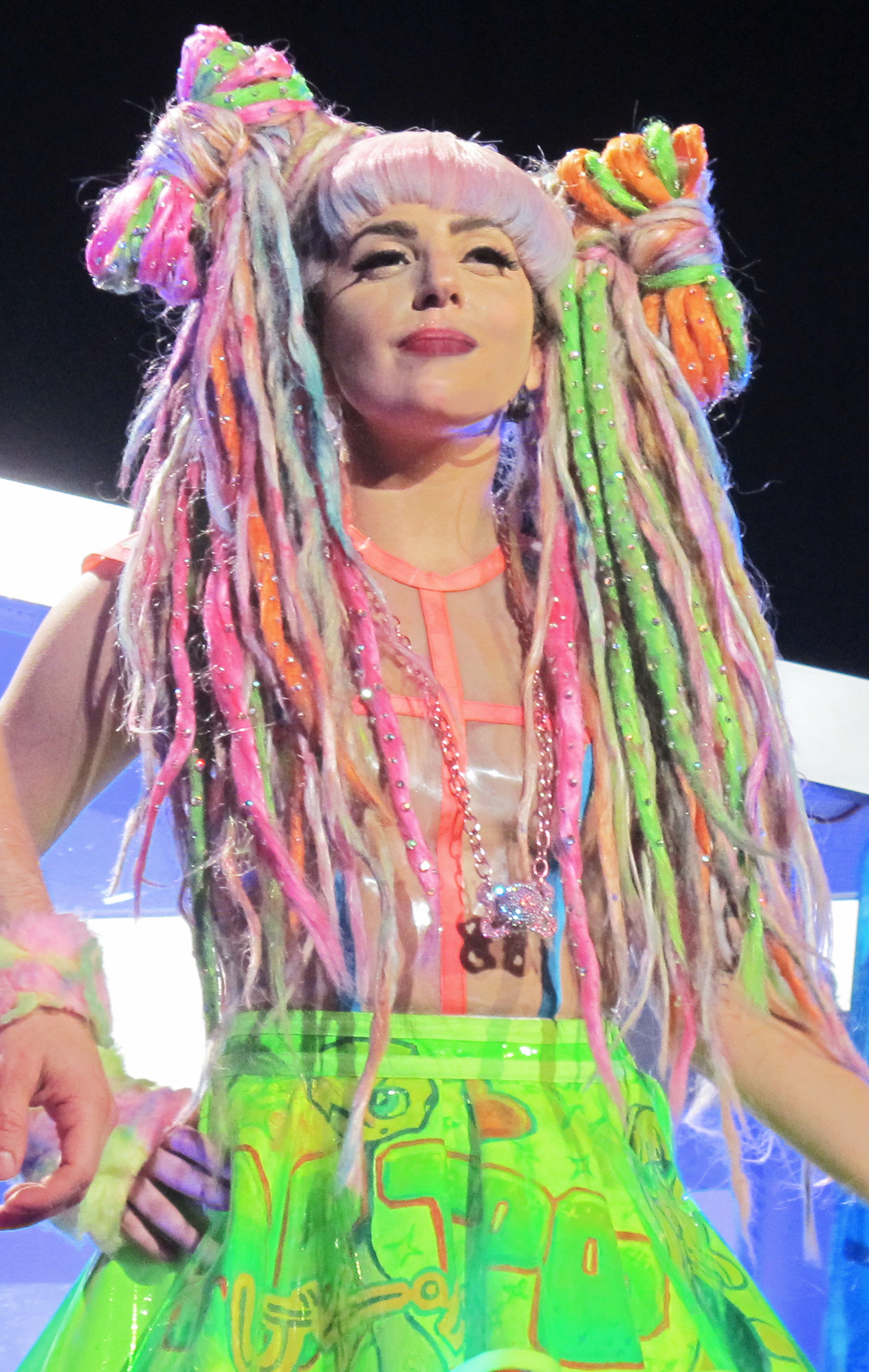
Gaga cantando "Applause" na ArtRave: The Artpop Ball (2014).

Gaga lançou "Do What U Want" como um single promocional, mas dada sua recepção global, tornou-se o segundo foco de promoção do registro. Foi igualmente bem recebido no campo comercial e listou-se nas dez primeiras ocupações de mais de 10 territórios, como Canadá, França, Reino Unido. No entanto, depois de chegar apenas à 13ª posição nos Estados Unidos, converteu-se no segundo single de Gaga a não adentrar nos dez primeiros. Depois de apresentar a música ao vivo no The Voice com Christina Aguilera, Gaga lançou uma versão de estúdio da mesma apresentação através da Amazon.com. Um vídeo musical para a música sob a direção de Terry Richardson foi anunciado, mas nunca lançado por razões desconhecidas. Escritora Meghan O'Keefe, do canal VH1, escreveu um artigo especulando quais eram os possíveis motivos; Uma das teorias afirmava que Gaga havia se distanciado de Kelly e Richardson depois que ambos foram fortemente atacados pela mídia após o processo que foi apresentado a eles por supostamente terem tido relações sexuais com menores. Outra teoria afirmava que a cantora pretendia se retirar temporariamente da mídia para resolver seus problemas recentes, que incluíam a demissão de seu ex- empresário, Troy Carter. Em junho de 2014, o TMZ vazou um pequeno trecho de trinta e três segundos do vídeo, mostrando alto conteúdo sexual, que incluía cenas de Gaga se masturbando com jornalistas e Kelly realizando um exame ginecológico. No entanto, o vídeo completo nunca foi lançado.
Embora "Venus" tenha sido lançado apenas de forma promocional, obteve um desempenho comercial favorável, listou-se nas 20 primeiras ocupações em países como Canadá e Nova Zelândia. Além disso, "Dope" foi o segundo a ser distribuído como foco promocional. Graças a um aumento de streaming após uma apresentação nos Prêmios YouTube Music e alguns downloads, a canção estreou no oitavo lugar no Billboard Hot 100, sendo a 13ª entrada da artista no gráfico. Em 20 de março de 2014, "G.U.Y." foi confirmado como o terceiro single oficial de Artpop, com lançamento em 8 de abril. Nos Estados Unidos, alcançou a posição 76 na Billboard Hot 100, convertendo-se na música de menor sucesso da artista até então e a terceira, depois de "Marry the Night" e "Do What U Want", a não alcançar os dez melhores lugares. Além disso, não obteve posições notáveis em qualquer outro país, exceto em Israel e Filipinas, onde alcançou o número 1 e 3, respectivamente. Seu vídeo musical foi dirigido por Gaga e filmado no Castillo Hearst, em San Simeón, Califórnia. Estreou em 22 de março através da conta VEVO da artista no YouTube. Com duração total de quase 11 minutos, a obra mostra Gaga como um anjo caído e ferido, que renasce em uma piscina graças a seus seguidores. Uma vez rejuvenescida, a protagonista se vinga dos homens que a caçavam e os substitui por clones de homens perfeitos.

## Recepção

### Crítica profissional
| Críticas profissionais | Críticas profissionais |
| Pontuações agregadas   | Pontuações agregadas   |
| Fonte                  | Avaliação              |
| ---------------------- | ---------------------- |
| Metacritic             | 61/100                 |
| Avaliações da crítica  |                        |
| Fonte                  | Avaliação              |
| AllMusic               | [ 175 ]                |
| The A.V. Club          | C–                     |
| Entertainment Weekly   | B                      |
| The Guardian           | [ 39 ]                 |
| The Independent        | [ 178 ]                |
| Los Angeles Times      | [ 49 ]                 |
| NME                    | 6/10                   |
| Rolling Stone          | [ 13 ]                 |
| Slant                  | [ 180 ]                |
| Spin                   | 6/10                   |

No geral, Artpop deixou os analistas especializados em música divididos. O agregador Metacritic, com base em 30 análises profissionais recolhidas, concedeu ao álbum um total de 61 pontos de uma escala que vai até cem, indicando "análises geralmente positivas". Stephen Thomas Erlewine, do banco de dados Allmusic, o avaliou com quatro estrelas e meia de cinco permitidas, positivando o conteúdo sexualmente exagerado presente na primeira metade do disco, enquanto negativou a falta de momentos brilhantes na segunda. Ele também elogiou a variedade de gêneros, batidas e a versatilidade musical da obra. Adam Markovitz, da revista eletrônica Entertainment Weekly, destacou "Dope" e "Gypsy" como as melhores canções de Artpop, comentando que: "Como um [trabalho] pop, o álbum é uma turnê bem feita e divertida dos truques testados e comprovados de Gaga. Mas, como arte, é insuficiente quando se trata de sua função básica: causar impacto". Markovitz encerrou sua crítica dando-lhe uma nota B. Escrevendo para o jornal USA Today, Jerry Shriver, emitiu três pontos e meio de quatro e opinou que o álbum não era "consistentemente divertido", embora admitisse que o disco era destinado principalmente aos fãs da cantora e não a ouvintes em geral. Sal Cinquemani, da revista Slant, concedeu três estrelas e meia de cinco e enalteceu canções como "Artpop" e "Gypsy", mas não outras como "G.U.Y." e "Jewels n 'Drugs". O jornalista comparou "Fashion!" à "Holiday" e "Material Girl", ambas de Madonna, dizendo que "Gaga ainda é [sua] aluna". Jason Lipshutz, da revista Billboard, deu uma nota 84 de 100 para o álbum e destacou o esforço de Gaga para garantir "absolutamente a certeza de que cada centímetro de seu ofício evolui e inova". Adjetivando-o como "tão irritante, frustrante e contraditório quanto sua autora, mas também tão brilhante, provocante e tão emocionante quanto ela pode ser", John Aizlewood do Evening Standard considerou o álbum "um emocionante salto de bungee jumping musical".
Robert Copsey, da publicação Digital Spy, sentiu que várias músicas pareciam "semi-acabadas", embora sugerisse que o álbum tenha mais músicas boas do que ruins. Resenhando para o jornal britânico The Daily Telegraph, Helen Brown, concedeu quatro estrelas de cinco totais e criticou a escolha de Gaga em fazer outro disco "com temática em torno de seu próprio estrelato" (após The Fame e The Fame Monster) e comentou que, embora a cantora tenha abordado diferentes gêneros de música, "ela não faz nada muito original com eles". Brown, no entanto, considerou o projeto como "ótimo para dançar". Alexis Petridis, do periódico The Guardian, avaliou o álbum com a mesma classificação e sugeriu que havia "algum pop decente" em Artpop mas achava que a arte era "um pouco mais difícil de discernir". Premiado com três estrelas de cinco atribuíveis, Darryl Sterdan, do jornal canadense Toronto Sun, destacou que, quando se tratava de compor, a arte em questão nunca estava realmente presente na mente da cantora. Sterdan também comentou que além da capa, o álbum não tem nada de artístico, mas sim músicas produzidas em excesso. Andy Gill, do The Independent, entregou-lhe a mesma nota, observando que "não era difícil se sentir desapontado com Artpop" e que "musicalmente, é basicamente o [mesmo] estilo eletrônico padrão explorado por dezenas de artistas como Kylie Minogue e Britney Spears". Caryn Ganz, da Rolling Stone, também entregou-lhe três estrelas de cinco possíveis e elogiou a variedade de gêneros da obra, mas não a sexualidade de suas letras, já que elas "não são as mais sexys". Com uma pontuação de quatro estrelas de dez, Evan Sawdey do PopMatters disse que certas canções, "GUY" em particular, têm uma temática fora do lugar que ficaria melhor em Born This Way (2011). Ele também definiu "Do What U Want" como a "salvação" da primeira metade do álbum, enquanto na outra metade disse que embora as canções não pareçam ser sucesso, elas remetem a "clássica Gaga". Maura Johnston da Spin garantiu que a "grande tragédia" de Artpop acontece quando começam músicas de "sonoridade plana" como "Donatella" e "Fashion!".
Atribuindo ao produto uma nota 4 de 5, Robbie Daw da Idolator alegou que a "inocência de Gaga" em The Fame e The Fame Monster e seu "esforço" em Born This Way estavam ausentes em Artpop. Observando que embora a cantora não tenha dado 100% de si nesse álbum, ela "está na direção certa". Para Chris Bosman da revista Time, o trabalho é "chato e normal" e destacou apenas "Jewels n 'Drugs" e "Artpop" como faixas essenciais. Matt Bagwell do The Huffington Post expressou que, musicalmente, Artpop é realmente imprevisível, além de mencionar "GUY" como sua música favorita. No entanto, ele expressou seu desgosto pelas letras abaixo do padrão que às vezes não fazem sentido aparente. Bernard Zuel da publicação australiana The Sydney Morning Herald, elogiou a música de Artpop, além de garantir que ele tem muitos assuntos para discutir. No entanto, o negativou por sua ausência de "humor" e "profundidade lírica". O profissional concluiu que o álbum está bom, mas nada além disso, já que soa "ultrapassado". Sua avaliação final foi de três estrelas de cinco totais. Por sua vez, Adrian Thrills, do Daily Mail, argumentou que o conteúdo lírico da obra explora os dois tópicos favoritos de Gaga; "ela mesma e a natureza bizarra de sua fama global" e concluiu que, para uma cantora cujo olhar é "forte e confrontador", Artpop é "decepcionante [e] convencional". Emily Mackay, jornalista do NME, deu uma nota seis de dez e criticou as metáforas da obra. Ela resumiu dizendo que Artpop é um "álbum pop decente", "bobo", "espirituoso", "ridículo" e "gay", mas não muito artístico. De sua parte, Bill Lamb, da seção de música pop do portal About.com, atribuiu ao trabalho três estrelas de cinco, observando que "Do What U Want", "Swine", "Dope" e "Gypsy" são suas melhores canções; acrescentando que as batidas estavam tão pesadas e intensas que ouvir Artpop é uma competição de resistência. Finalizou dizendo que a cantora estava se tornando muito "pretensiosa" com seus lançamentos experimentais.
Alguns jornalistas sentiram que a resposta mais mista dos críticos e as comparações com os discos anteriores de Gaga era injusta o que resultou em um foco na própria cantora e não puramente no conteúdo do material. Nick Messitte, da revista Forbes, reagiu as avaliações negativas dos críticos de música, considerando-as "incoerentes" e concentrando-se na "artista ao invés da arte em si". Ele resumiu que Artpop "oferece uma saída bem-vinda das estruturas padronizadas de versos e coro" e é, em última análise, um trabalho "ousado". Ed Potton, do britânico The Times, concordou, afirmando que "é uma maravilha você poder ouvir o terceiro álbum de estúdio de Lady Gaga, que tem uma sonoridade de facas afiadas" após o anterior Born This Way, um trabalho que ele considerou Artpop muito superior. Robert Christgau, escrevendo para o portal The Barnes & Noble Review, afirmou que a "reação crítica [foi] sem noção", finalmente nomeando Artpop "o disco mais subestimado de 2013".

### Reconhecimento

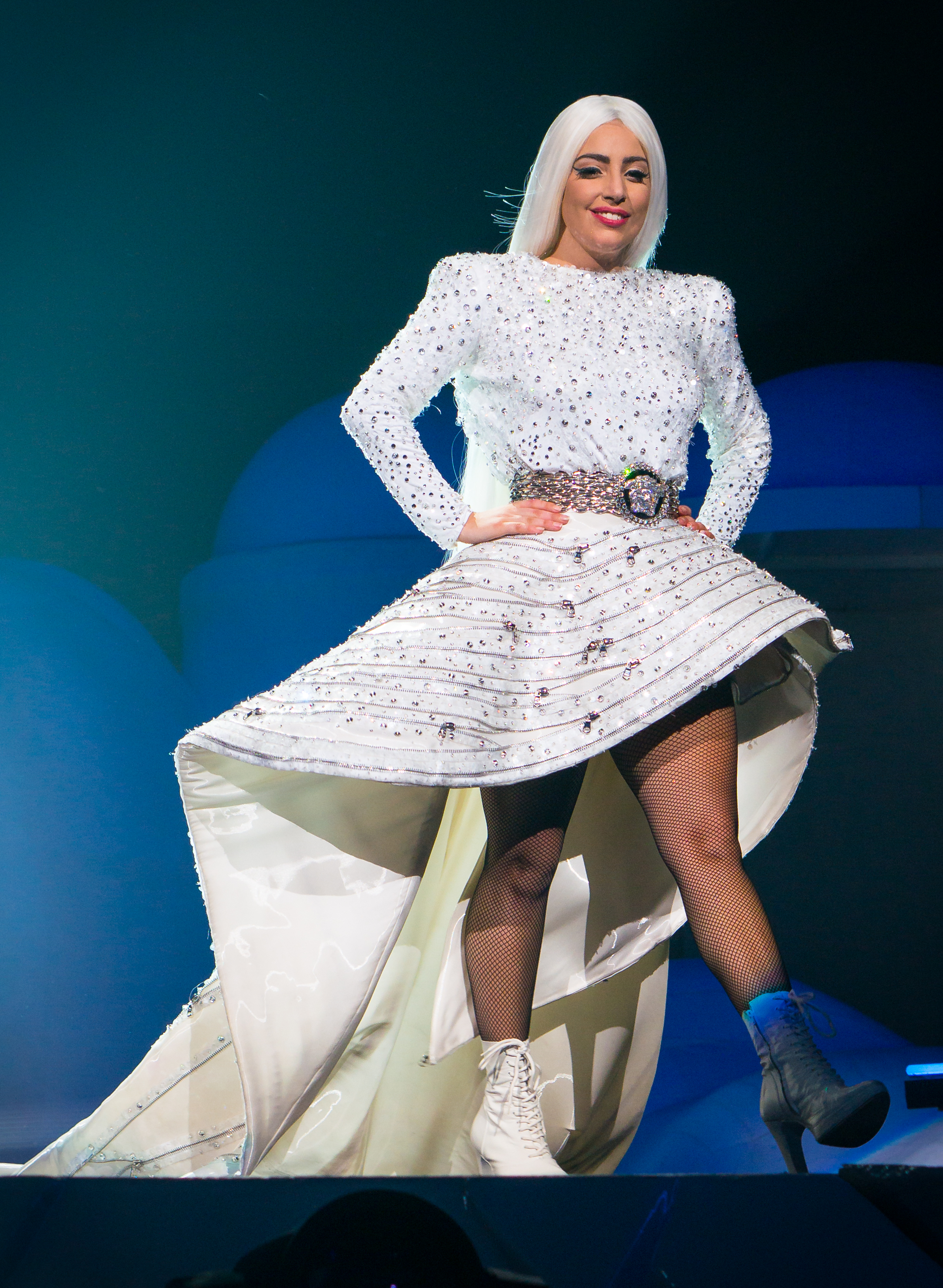
Gaga durante a passagem da ArtRave: The Artpop Ball pela Climate Pledge Arena (2014).

Antes mesmo de ser lançado, Artpop chamou a atenção de vários veículos de comunicação. Em uma pesquisa realizada pela Billboard, mais de 50% de seus leitores consideravam Artpop o "álbum mais esperado" de 2013. Da mesma forma, os portais HitFix e Yahoo! formou uma contagem dos lançamentos musicais mais aguardados do ano, onde o trabalho foi eleito em 1º lugar. Finalmente, os canais de televisão E!, MTV e MuchMusic também o listaram entre os discos mais previstos para 2013.
Posteriormente, Artpop foi incluído em várias listas dos melhores de 2013. Segundo o Metacritic, Artpop foi o décimo álbum mais predominante citado nas listas de melhores do ano de 2013, tendo uma clara vantagem nos votos contra Yeezus de Kanye West, que terminou em segundo lugar. A Billboard o colocou na décima quarta posição de sua lista dos 15 melhores, com Chris Coplan escrevendo: "Artpop é a declaração de uma cantora e compositora que quer ser mais do que uma artista pop, e embora os detalhes extravagantes em torno do álbum cimentaram o status de Gaga como uma provocadora, ela não perdeu seu toque para criar ganchos sobrenaturais". Além disso, é o álbum número 1 na Billboard 200 em 2013 favorito dos leitores da revista, que também catalogarem o retorno de Gaga como o melhor do ano. O site britânico POPJustice classificou-o em sexto lugar na contagem dos 33 melhores, com a colunista Carolyn Bernucca escrevendo que a cantora "costumava fazer o incrível parecer fácil. Hoje em dia, ela faz com que pareça um trabalho árduo, mas ela ainda consegue no final". Da mesma forma, o Digital Spy posicionou-o em 21º em sua compilação de trinta, comentando que o "número de acertos em Artpop é consideravelmente maior do que os erros — existem dez canções brilhantes para ser exato — embora nem todos eles necessariamente se apresentem [assim] na primeira audição". O crítico Robert Christgau, da The Barnes & Noble Review, o ranqueou em sexto lugar dentre os 85 melhores discos do ano, sendo a posição mais alta para uma mulher e entre qualquer artista solo. Colocando-o no 4º entre os 10 melhores de 2013, Joseph Apodaca, da On the Red Carpet, comentou que "embora talvez não seja saudado pela imensa repercussão e fanfarra que cercou seus três álbuns anteriores, Artpop [...] ainda foi um dos discos pop mais bem produzidos e contagiosos do ano". Citando-o numa lista com os projetos de maior destaque naquele período, Jael Goldfine, do portal Entertainment Wise, definiu Artpop como um trabalho "original e inovador".
Por outro lado, durante os Japan Gold Disc Awards de 2014, atribuído pela Recording Industry Association of Japan (RIAJ), Artpop venceu na categoria "Álbum Internacional do Ano", que partilha com Take Me Home, de One Direction, e Unorthodox Jukebox, de Bruno Mars. Nos Billboard Music Awards do mesmo ano, foi indicado para "Melhor Álbum Dance/Eletrônico", mas perdeu para Random Access Memories do duo francês Daft Punk. Apesar de ter recebido aprovação da maioria da crítica especializada, Artpop não recebeu nenhuma indicação aos Grammy Awards, fato que foi criticado pelo escritor Kevin Fallon do The Daily Beast, que garantiu que embora não tenha sido o melhor álbum pop de Gaga e era um tanto pretensioso, "havia momentos geniais, dignos de consideração pelo Grammy".

### Controvérsias
Desde o processo de gravação até o nome das canções, Artpop gerou um grande número de controvérsias, variando de debates com outros artistas a fortes críticas da imprensa. Uma das controvérsias mais importantes foram as múltiplas acusações que a rapper Azealia Banks fez a Gaga; Anteriormente, as duas haviam trabalhado juntas em duas músicas chamadas "Red Flame" e "Ratchet", mas por razões desconhecidas, nenhuma delas apareceu na versão final do álbum. Depois disso, Banks começou a enviar vários comentários negativos para Gaga via Twitter. A rapper afirmou que a ideia de Gaga aparecer vestida como Vênus na apresentação realizada durante os Prêmios MTV de 2013 e no videoclipe de "Applause", fora dela e não de Gaga. Consequentemente, a música com o mesmo título também tinha sido uma ideia que lhe fora roubada. Para apoiar suas alegações, Banks publicou gratuitamente no YouTube a música "Venus", que ela disse ter sido gravada muito antes do lançamento de Gaga. Mais tarde, após o lançamento do álbum de estreia de Banks, Broke with Expensive Taste, uma admiradora da rapper perguntou sobre o que era a música "JFK", à qual ela respondeu: "é sobre uma certa estrela pop que gosta de roubar minhas ideias e fingir que partiram dela". Isso gerou intrigas na mídia, que garantiu que era uma clara acusação contra Gaga. No entanto, a mesma rapper garantiu que não era dirigido a ela. Em relação a toda a controvérsia, Gaga disse que não queria se expressar muito para não prejudicar seus fãs, se limitando a dizer que as acusações de Banks era "uma atitude ruim".

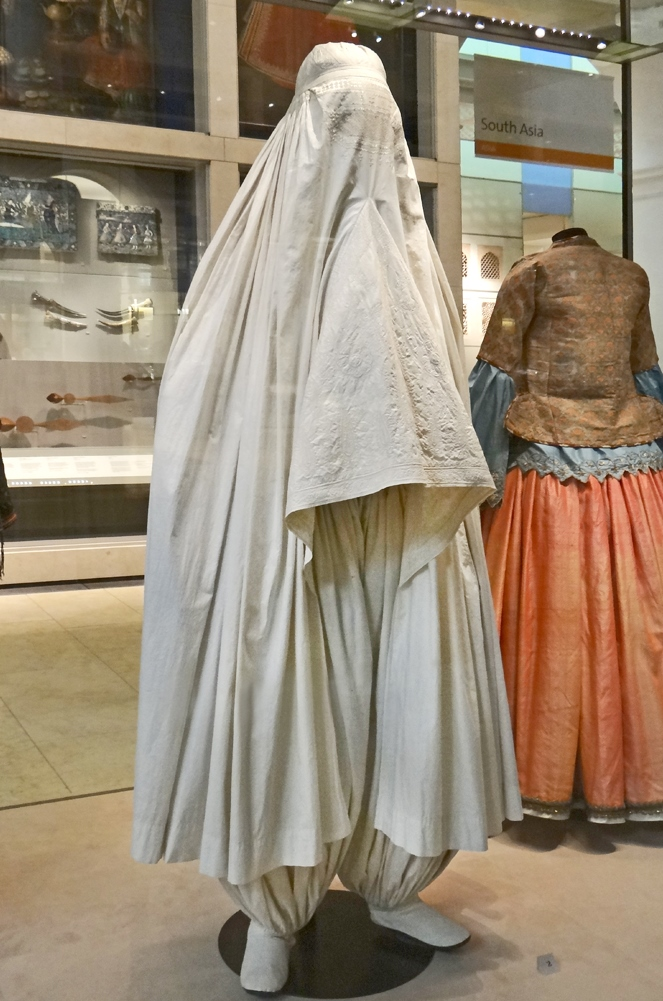
A menção aos trajes de burca nas letras de "Aura" provocou queixas da comunidade muçulmana que considerou desrespeitosas com a religião islâmica.

Outra controvérsia gerada foi a suposta rivalidade entre Gaga e a cantora Katy Perry. Em 12 de agosto de 2013, Perry lançou "Roar", primeiro single de seu quarto álbum de estúdio, Prism, enquanto Gaga planejava lançar "Applause" no dia 19 do mesmo mês. No entanto, após vários vazamentos deste último, a intérprete tomou a decisão inesperada de antecipar o lançamento em uma semana, coincidindo com o dia de liberação de "Roar". Isso causou várias comparações entre as duas músicas, principalmente entre críticos e seguidores de ambas as cantoras, que queriam determinar qual música era melhor e qual seria mais bem-sucedida. Então, Gaga e Perry apresentaram ao vivo seus lançamentos pela primeira vez em 19 de agosto no Prêmio da MTV, o que desencadeou novas comparações e, ao mesmo tempo, intrigou-se ao ver que estreia obteria o topo da contagem semanal Billboard Hot 100. A esse respeito, Gaga disse que os fãs de ambas deveriam parar com os conflitos e apenas apreciar as músicas, porque nenhuma delas detinha rivalidades entre si. Além dos dois primeiros singles, a mídia comparou o desempenho de vendas de Prism e Artpop, cujos lançamentos foram separados por pouco mais de duas semanas. Quando perguntada sobre isso, Perry negou que houvesse alguma rivalidade entre as duas e disse: "Gaga e eu gostamos de evitar essas brigas de publicidade porque não é saudável". A controvérsia foi tanta que a série de televisão Glee fez um episódio especialmente voltado para a suposta contenda, chamada "A Katy or a Gaga"; Além disso, a revista Billboard publicou um artigo chamado "Quem já vendeu mais? Katy Perry ou Lady Gaga?", onde eles comparavam as vendas de ambas as intérpretes nos Estados Unidos.
Além dos confrontos com outros artistas, Artpop gerou um grande número de acusações de plágio a cantora, além das feitas por Banks. Em julho de 2013, após o lançamento da primeira imagem promocional do álbum, Gaga foi acusada de copiar Giorgio Moroder. Após o lançamento de "Do What U Want", a música recebeu comparações com "The Deep" da dupla de música eletrônica Dance with the Dead, pelo ritmo de ambas. Embora Gaga não tenha comentado nada, o grupo demonstrou pelo Facebook que, para eles, as duas faixas não tinham qualquer semelhança. A mesma situação ocorreu com "Artpop", que recebeu comparações com "Love You like a Love Song" de Selena Gomez & the Scene, enquanto "Applause" foi comparada a "Girl Gone Wild" de Madonna. O artista russo Sasha Frolova tentou iniciar um processo de plágio contra a cantora depois de afirmar que Gaga tinha roubado a ideia principal de suas roupas de látex usado na Artrave: The Artpop Ball Tour. No entanto, a cantora havia sido vetada pelo governo da Rússia de ir ao país dois anos antes, após os shows da digressão Born This Way Ball, de modo que a demanda não prosseguiu. Além das comparações, o conteúdo lírico das faixas foi objeto de discussão. Após o vazamento de "Burqa" no início de agosto de 2013, houve protestos da comunidade muçulmana sobre a menção aos trajes de burca usados por mulheres islâmicas. Vários meios de comunicação falaram a esse respeito e consideraram que a mensagem da música era errônea. Por esse motivo, "Burqa" foi renomeada para "Aura" na edição oficial do álbum.

## Alinhamento de faixas
| Artpop — Edição padrão |                                                                  |                                                                                            |                                                   |         |  |
| N.º                    | Título                                                           | Compositor(es)                                                                             | Produtor(es)                                      | Duração |  |
| 1.                     | "Aura"                                                           | Stefani Germanotta · Anton Zaslavski · Amit Duvdevani · Erez Eisen                         | Lady Gaga · Zedd · Infected Mushroom              | 3:55    |  |
| 2.                     | "Venus"                                                          | Germanotta · Paul Blair · Nick Monson · Dino Zisis · Hugo Leclercq · Le Sony'r Ra          | Gaga · Madeon[a] · Monson[b]                      | 3:53    |  |
| 3.                     | "G.U.Y."                                                         | Germanotta · Zaslavski                                                                     | Gaga · Zedd                                       | 3:52    |  |
| 4.                     | "Sexxx Dreams"                                                   | Germanotta · Blair · Martin Bresso · William Grigahcine                                    | Gaga · Blair · Monson[b] · Zisis[b]               | 3:34    |  |
| 5.                     | "Jewels n' Drugs" (com participação de T.I., Too Short e Twista) | Germanotta · Blair · Monson · Zisis · Carl Mitchell · Todd Shaw · Clifford Harris Jr.      | Gaga · Blair · Monson[a] · Zisis[a]               | 3:48    |  |
| 6.                     | "Manicure"                                                       | Germanotta · Blair · Monson · Zisis                                                        | Germanotta · Blair · Monson · Zisis[a] · Zisis[a] | 3:19    |  |
| 7.                     | "Do What U Want" (com participação de R. Kelly)                  | Germanotta · Blair · Bresso · Grigahcine · R. Kelly                                        | Gaga Blair                                        | 3:47    |  |
| 8.                     | "Artpop"                                                         | Germanotta · Blair · Monson · Zisis                                                        | Germanotta · Blair · Monson[a] · Zisis[a]         | 4:07    |  |
| 9.                     | "Swine"                                                          | Germanotta · Blair · Monson · Zisis                                                        | Germanotta · Blair · Monson[a] · Zisis[a]         | 4:28    |  |
| 10.                    | "Donatella"                                                      | Germanotta · Zaslavski                                                                     | Gaga · Zedd                                       | 4:24    |  |
| 11.                    | "Fashion!"                                                       | Germanotta · Blair · Giorgio Tuinfort · William Adams · David Guetta                       | Gaga · Tuinfort · will.i.am · Guetta              | 3:59    |  |
| 12.                    | "Mary Jane Holland"                                              | Germanotta · Leclercq                                                                      | Gaga · Madeon                                     | 4:37    |  |
| 13.                    | "Dope"                                                           | Germanotta · Blair · Monson · Zisis                                                        | Gaga · Rick Rubin                                 | 3:41    |  |
| 14.                    | "Gypsy"                                                          | Germanotta · Blair · Leclercq · Nadir Khayat                                               | Gaga · Madeon                                     |         |  |
| 15.                    | "Applause"                                                       | Germanotta · Blair · Monson · Zisis · Bresso · Grigahcine · Nicolas Mercier · Julien Arias | Germanotta · Blair · Monson[a] · Zisis[a]         | 3:32    |  |
| Duração total:         | Duração total:                                                   | Duração total:                                                                             | Duração total:                                    | 59:04   |  |

| Artpop —DVD bônus da edição de luxo |                                                            |         |  |
| N.º                                 | Título                                                     | Duração |  |
| 1.                                  | "Aura" (Ao vivo no iTunes Festival em 2013)                | 7:36    |  |
| 2.                                  | "Manicure" (Ao vivo no iTunes Festival em 2013)            | 7:58    |  |
| 3.                                  | "Artpop" (Ao vivo no iTunes Festival em 2013)              | 8:37    |  |
| 4.                                  | "Jewels n' Drugs" (Ao vivo no iTunes Festival em 2013)     | 9:50    |  |
| 5.                                  | "Sexxx Dreams" (Ao vivo no iTunes Festival em 2013)        | 10:35   |  |
| 6.                                  | "Swine" (Ao vivo no iTunes Festival em 2013)               | 9:12    |  |
| 7.                                  | "I Wanna Be with You" (Ao vivo no iTunes Festival em 2013) | 12:10   |  |
| 8.                                  | "Applause" (Ao vivo no iTunes Festival em 2013)            | 5:19    |  |
| Duração total:                      | Duração total:                                             | 60:26   |  |

| Artpop — Faixas bônus disponível na edição japonesa |                                                |         |  |
| N.º                                                 | Título                                         | Duração |  |
| 16.                                                 | "Applause" (DJ White Shadow Electrotech remix) | 5:49    |  |
| 17.                                                 | "Applause" (Viceroy remix)                     | 4:27    |  |
| 18.                                                 | "Applause" (Empire of the Sun remix)           | 4:08    |  |
| Duração total:                                      | Duração total:                                 | 73:28   |  |

| Artpop —Faixa bônus disponível na edição japonesa do iTunes Store |                                      |         |  |
| N.º                                                               | Título                               | Duração |  |
| 16.                                                               | "Applause" (Empire of the Sun remix) | 4:07    |  |
| Duração total:                                                    | Duração total:                       | 63:11   |  |

Notas
- ↑[a]  – co-produtor
- ↑[b]  – produtor adicional
- "Venus" contém amostras de "Rocket Number 9", escrito por Sun Ra, e uma amostra de "Rocket n°9" de Zombie Zombie.[87]
- "Manicure" é estilizado como "MANiCURE".
- "Artpop" é estilizado totalmente em maiúsculas.
- Nas versões censuradas do álbum, "Sexxx Dreams" é intitulado "X Dreams", e o título de "Jewels n' Drugs" é arqueado como "Jewels n' *****".[240]
- "Do What U Want" foi removido das lojas digitais e dos serviços de streaming em 10 de janeiro de 2019, devido às alegações de abuso sexual contra R. Kelly.[241] Em 11 de novembro de 2019, o álbum foi reeditado em CD e vinil. O alinhamento de faixas permaneceu o mesmo da edição padrão original, no entanto, "Do What U Want" foi excluído.[242]

## Equipe e colaboradores
Créditos adaptados do encarte do Artpop.
| Músicos - Lady Gaga: produção, vocais, arranjo de graves, arranjo de guitarra, arranjo de sintetizadores, arranjo de vocais de apoio, arranjo de piano, piano, produção executiva - Doug Aldrich: violão - Sean C. Erick: corne - Natalie Ganther: vocais de apoio - Nicole Ganther: vocais de apoio - Lyon Gray: vocais de apoio - R. Kelly: vocais - Jason Lader: edição digital, teclados, gravação - Hugo Leclercq: arranjo, co-produção, partes de sintetizador; programação de tambor; mistura, produção - Donnie Lyle: baixo; direção musical de R. Kelly | - Adam MacDougall: teclados - Nick Monson: produção adicional; arranjo de graves; programação - Pierre-Luc Rio: violão - Leon H. Silva: trompa - Tim Stewart: guitarra - TI: rap - Ricky Tillo: violão - Joanne Tominaga: arranjo, instrumentação - Too Short: rap - Giorgio Tuinfort: instrumentação, piano, produção, programação, gravação - Twista: rap - Bijon S. Wat: corne - will.i.am: instrumentação, produção, programação, gravação vocal - Kevin Williams: trompa |

Produção e gravação
| - Gretchen Anderson: produção - George Atkins: gravações - Sam Biggs: assistência de gravação - Paul "DJ White Shadow" Blair: produção; produtor co-executivo - Delbert Bowers: assistência de mixagem - Elliot Carter: gravação adicional - Jon Castelli: engenharia de mixagem - Dave "Squirrel" Covell: assistência de gravação - Sulco do papai: mixagem - Lisa Einhorn-Gilder: coordenadora de produção - Steve Faye: assistência de gravação - Chris Galland: assistente de mixagem - Abel Garibald: gravação - Gene Grimaldi: masterização - David Guetta: produção - Vincent Herbert: A&R, produção executivo - Justin Hergett: assistência de engenharia de mixagem - Ryan Hewitt: gravação - Ghazi Hourani: gravação adicional; assistência de mixagem; assistência de gravação - Infected Mushr: produção | - Eric Lynn: assistência de gravação - Bill Malina: gravação adiciona; mixagem adicional; arranjo de guitarra; gravação - Manny Marroquin: mixagem - Tony Maserati: mixagem - Ian Mereness: gravação - Sean Oakley: gravação - Benjamin Rice: assistência de mixagem; gravação; assistência de programação - Andrew Robertson: assistente de gravação - Rick Rubin: produção - Dave Russell: gravação; mixagem - Andrew Scheps: mixagem adicional - Ryan Shanahan: assistência de mixagem - Zane Shoemake: assistência de gravação - Joshua Smith: assistência de gravação - Jesse Taub: assistência de mixagem - Austin Thomas: assistência de gravação - Daniel Zaidenstadt: assistência de gravação; gravação adicional - Zedd: mixagem, produção - Dino Zisis: mixagem adicional; produção adicional; co-produção |

## Desempenho comercial
Artpop foi bem recebido comercialmente na maior parte do mundo. No total, conseguiu conquistar a liderança nas paradas musicais de oito países e as dez primeiras colocações em outras vinte e duas nações. Somente em 2013, segundo a International Federation of the Phonographic Industry (IFPI), o trabalho já havia sido adquirido mais de dois milhões de vezes em todo o mundo. Até julho de 2014, sua comercialização já havia excedido a marca de 2 milhões e 500 mil cópias. No entanto, vários veículos de mídia o catalogaram como um "fracasso comercial" por não conseguir vender o mesmo número de cópias que seu antecessor, Born This Way.
Nos Estados Unidos, Artpop estreou na posição máxima da parada Billboard 200, durante a edição de 20 de novembro de 2013, acumulando um total de 258 mil cópias vendidas em sua semana de lançamento — um valor significativamente inferior às vendas de 1 milhão e 108 mil réplicas obtidas por Born This Way em sua semana de estreia. No entanto, esta foi a melhor primeira semana para um álbum de uma artista feminina naquele ano, até então, atrás apenas de Prism, de Katy Perry, e Bangerz, de Miley Cyrus. Embora, após o disco homônimo de Beyoncé debutar na tabela, Artpop tenha se tornado a quarta maior estreia daquele ano. Em sua segunda atualização, o trabalho caiu para a oitava posição, vendendo 46 mil unidades, o que representou uma regressão de 82% em sua comercialização; Essa foi, na época, a quarta maior queda de vendas na segunda semana. Embora na edição seguinte — graças à Black Friday e a participação da intérprete no especial de televisão Muppets — o disco tenha reconquistado uma posição, comercializando 116 mil réplicas. Em menos de dois meses após seu lançamento, o material já se encontrava no 103º posto entre os mais bem-sucedidos na Billboard 200, enquanto no Top Dance/Electronic Albums, ocupava a segunda colocação, atrás apenas do disco Random Access Memories, de Daft Punk. Segundo um levantamento feito pela Nielsen SoundScan, até 25 de fevereiro de 2018, mais de 775 mil réplicas do produto já haviam sido adquiridas e consequentemente a Recording Industry Association of America (RIAA) concedeu uma certificação de platina a gravação, denotando vendas de um milhão de cópias — entre unidades físicas, digitais e streaming — em todo o território americano. No Canadá, alcançou a 3ª colocação em sua tabela semanal e, com apenas três dias de liberação, recebeu uma certificação de platina pela Music Canada (MC) em reconhecimento às 80 mil cópias vendidas nesse território. Em adição, em outros países da América também teve boa receptividade comercial; no Brasil, foi certificado de platina por vender quarenta mil cópias, enquanto na Argentina e Colômbia foi certificado com ouro por sua comercialização exceder 25 mil e 5 mil cópias, respectivamente.
Artpop apresentou maior desempenho na Europa. Em território austríaco, a obra estreou em primeiro lugar, dando a Gaga seu terceiro álbum consecutivo a alcançar a liderança no país. A IFPI Áustria, posteriormente, condecorou o projeto com um certificado de ouro, por ter vendido mais de sete mil unidades por lá. Tanto na região flamenga como na valoniana da Bélgica, a obra conquistou o primeiro lugar. Na Irlanda, Itália e Suíça, estreou na segunda posição de suas tabelas. Nesses dois últimos, ele foi condecorado com certificado de ouro pela compra de trinta mil e dez mil unidades, respectivamente. Enquanto na Alemanha e França conseguiu conquistar o terceiro posto como melhor. Em território britânico, durante a edição de 17 de novembro de 2013, Artpop estreou no cume da tabela dando a Gaga sua terceira liderança consecutiva. Mais tarde, foi certificado como ouro pela British Phonographic Industry (BPI), após vender cem mil réplicas no país. A única nação europeia em que Artpop não conquistou o top dez foi a Hungria, onde obteve apenas a 17ª colocação como melhor. Apesar disso, o material conseguiu obter um certificado de ouro nesse território.
Em terras da Ásia e Oceania desempenhou-se bem; No Japão, Artpop estreou na posição máxima e com apenas vinte e cinco dias à venda, um certificado de platina foi emitido pela Recording Industry Association of Japan (RIAJ), após serem exportadas mais de duzentas mil réplicas na nação. Na Coréia do Sul entrou na terceira colocação de sua parada semanal, sendo esta sua melhor posição alcançada e meses depois Artpop receberia uma condecoração de ouro em reconhecimento as suas vendas de cinco mil cópias. Tanto na Austrália como na Nova Zelândia chegou à vice-liderança, atrás somente de The Marshall Mathers LP 2 de Eminem. Além de não receber nenhuma certificação nos dois países, o disco permaneceu por apenas algumas semanas dentro de suas contagens semanais.
| País — Tabela musical (2013)             | Posição de pico |
| ---------------------------------------- | --------------- |
| África do Sul (RISA)                     | 19              |
| Alemanha (GfK Entertainment Charts)      | 3               |
| Austrália (ARIA Charts)                  | 2               |
| Áustria (Ö3 Austria Top 40)              | 1               |
| Bélgica (Ultratop 50 de Flandres)        | 2               |
| Bélgica (Ultratop 40 de Valônia)         | 2               |
| Canadá (Canadian Albums Chart)           | 3               |
| Coreia do Sul (Goan)                     | 3               |
| Croácia (HDU)                            | 1               |
| Dinamarca (Hitlisten)                    | 5               |
| Escócia (OCC)                            | 1               |
| Espanha (PROMUSICAE)                     | 3               |
| Estados Unidos (Billboard 200)           | 1               |
| Estados Unidos (Dance/Electronic Albums) | 1               |
| França (SNEP)                            | 3               |
| Finlândia (IFPI Finlândia)               | 3               |
| Hungria (MAHASZ)                         | 17              |
| Irlanda (IRMA)                           | 2               |
| Itália (FIMI)                            | 2               |
| Japão (Oricon)                           | 1               |
| México (AMPROFON)                        | 1               |
| Noruega (VG-lista)                       | 4               |
| Nova Zelândia (Recorded Music NZ)        | 2               |
| Países Baixos (MegaCharts)               | 4               |
| Polônia (ZPAV)                           | 8               |
| Portugal (AFP)                           | 4               |
| Reino Unido (UK Albums Chart)            | 1               |
| Suécia (Sverigetopplistan)               | 6               |
| Suíça (Schweizer Hitparade)              | 2               |

| País — Tabela musical (2010—19)          | Posição |
| ---------------------------------------- | ------- |
| Estados Unidos (Dance/Electronic Albums) | 31      |

| País — Tabela musical (2013)             | Posição |
| ---------------------------------------- | ------- |
| Argentina (CAPIF)                        | 66      |
| Austrália (ARIA Charts)                  | 72      |
| Austrália (ARIA Dance Charts)            | 9       |
| Bélgica (Ultratop 50 de Flandres)        | 110     |
| Bélgica (Ultratop 40 de Valônia)         | 88      |
| Brasil (PMB)                             | 16      |
| Coreia do Sul (Gaon)                     | 20      |
| Estados Unidos (Billboard 200)           | 103     |
| Estados Unidos (Dance/Electronic Albums) | 2       |
| Húngria (MAHASZ)                         | 57      |
| Japão (Oricon)                           | 45      |
| México (AMPROFON)                        | 23      |
| Mundo (IFPI)                             | 9       |
| Reino Unido (UK Albums Chart)            | 52      |
| Suécia (Sverigetopplistan)               | 54      |
| Suíça (Schweizer Hitparade)              | 74      |

| Região | Certificação | Vendas    |
| --- | ------------ | --------- |
| Argentina (CAPIF) | Ouro         | 20 000^   |
| Áustria (IFPI Áustria) | Ouro         | 7 500*    |
| Brasil (Pro-Música Brasil) | Platina      | 40 000*   |
| Canadá (Music Canada) | Platina      | 80 000^   |
| Coreia do Sul (Music Canada) | Ouro         | 3 856     |
| Colômbia (ASINCOL) | Ouro         | 5 000^    |
| Estados Unidos (RIAA) | Platina      | 775 000   |
| Finlândia (Musiikkituottajat) | Ouro         | 10 000    |
| França (SNEP) | Platina      | 60 000    |
| Hungria (MAHASZ) | Ouro         | 1 000^    |
| Itália (FIMI) | Ouro         | 30 000*   |
| Japão (RIAJ) | Platina      | 195 712   |
| Polônia (ZPAV) | Ouro         | 10 000*   |
| Reino Unido (BPI) | Ouro         | 207 243   |
| Suíça (IFPI Suíça) | Ouro         | 10 000^   |
| Resumos |              |           |
| Mundo | —            | 2 500 000 |
| *números de vendas baseados somente na certificação ^distribuições baseadas apenas na certificação ‡vendas+valores de streaming baseados somente na certificação |              |           |